# Florian Kleinhansl
Florian Kleinhansl (* 11. August 2000 in Nürtingen) ist ein deutscher Fußballspieler.

## Karriere

### Verein
Kleinhansl spielte in der Jugend für den SSV Reutlingen, die Stuttgarter Kickers und den VfB Stuttgart. Mit dem VfB gewann er 2019 den DFB-Pokal der Junioren und stieg im Sommer 2019 in den Kader der 2. Mannschaft auf. In der Spielzeit 2019/20 spielte er mit der Zweitvertretung des VfB in der Oberliga Baden-Württemberg und schaffte mit dem Team direkt den Aufstieg in die Regionalliga Südwest. Kleinhansl absolvierte in der Spielzeit 2020/21 insgesamt 27 Spiele für den VfB in der Regionalliga Südwest, verpasste jedoch die Spieltage 2 bis 12 aufgrund eines Schlüsselbeinbruchs.
Im Juli 2021 wechselte Kleinhansl zum VfL Osnabrück in die 3. Liga, bei dem er sich als Stammspieler durchsetzen konnte. Am Ende seiner zweiten Saison erreichte er mit der Mannschaft 2023 den Aufstieg in die 2. Bundesliga. Nach dem sofortigen Wiederabstieg wechselte er im Sommer 2024 ablösefrei zum 1. FC Kaiserslautern.

### Nationalmannschaft
Im November 2017 absolvierte Kleinhansl 2 Partien für die deutsche U18-Auswahl, beide Freundschaftsspiele gegen Italiens U18 (3:1) und Serbiens U18 (5:0) wurden gewonnen. 

## Erfolge
- Aufstieg in die 2. Bundesliga: 2023
- DFB-Pokal der Junioren: 2019
- Meister und Aufstieg: Oberliga Baden-Württemberg 2019/20
- Niedersachsenpokal-Sieger: 2023